# Вознесенский монастырь (Старица)
Ста́рицкий Вознесе́нский монасты́рь — бывший православный женский монастырь. Расположен в городе Старице, в городском парке. На текущий момент разрушен.

## История
По преданию, он был основан Иваном Грозным. Храм Вознесения сильно пострадал во время польско-литовского разорения и во второй половине XVII века была отстроен заново. Предположительная дата основания монастыря 1570 год.
В писцовой книге Старицы 1624 г. упоминается деревянная Вознесенская церковь, «что был девич монастырь».
В период с 1627 по 1686 годы в Вознесенском монастыре была выстроена каменная церковь с двумя приделами, заменившая прежнюю, деревянную. Причиной строения каменной Вознесенской церкви, возможно, явился пожар, который произошёл в 1637 году. В писцовой и межевой книге Старицы 1686 г. упоминаются Вознесенская и Знаменская каменные церкви.
В настоящее время на стене каменной Вознесенской церкви сохраняется памятная плита с текстом: «В лето от создания мира 7176 года от воплощения же Бога Слова 1668 апреля в 9 день преставися раба Божия игумения знаменосица и строительница святого места сего Марина Исидорова дочь Лукьянчиковых, строение же ея во обители сей церковь каменная, два престола Вознесение Христово, Знамение Богородицы, вся святая обитель во граде Старице». Марина Лукьянчикова, вероятнее всего, происходила из рода Лукьянчиковых, родоначальником которого являлся новгородский сын боярский Лукьян Яковлев. Помещики Лукьянчиковы в конце XV—XVI вв. имели землевладения в Деревской пятине Новгородской земли. При Иване Грозном Лукьянчиковы были включены в «Тысячную книгу» — список избранных дворян и детей боярских. Марина Лукьянчикова стала игуменьей монастыря не позднее 1635 года: этим годом датируется вклад царя Михаила Фёдоровича в монастырь — напрестольное евангелие, сделанный «при игуменье Марине с сёстрами».
Строительство нового белокаменного двухпрестольного двухэтажного храма по проекту петербургского архитектора было начато в 1755 году. К 1761 году закончили и освятили Знаменскую церковь в нижнем этаже, а в 1763 году освятили верхний Вознесенский храм. По указу Екатерины II 14 февраля 1764 г., предполагавшему изъятие у церкви значительного количества земель, монастырь был упразднён, а Вознесенский храм стал приходской церковью с тем условием, что немногочисленные монахини останутся при ней. В 1794 году была увеличена на один ярус и увенчана шпилем трёхъярусная колокольня.
В 1909 году при старосте В. А. Залтарском была построена церковная ограда.
В 1935 году храм был закрыт, а затем сильно пострадал во время немецкой оккупации. В 1950-х годах его попытались приспособить под клуб, для чего разобрали остатки венчающего собор восьмерика, все своды и верхние ярусы колокольни. Тогда же с запада пристроили большой двухэтажный тамбур. Но эти работы не были завершены, и сегодня один из древнейших храмов Старицы находится на грани исчезновения.

## Игуменьи
1635—1668 — Марина Исидоровна Лукьянчикова
1686 — Марфа
1721 — Венедикта
1755 (?) — 1768 — Ксанфипия Фёдорова

## Инокиня Пелагея
Инокиня Пелагея почитаемая старицкая святая, родственница первого российского патриарха Иова. Точно родственную связь представляется сложным, наиболее вероятно она была матерью патриарха Иова, но не исключён вариант, что она была его сестрой. Скончалась примерно в период с 1605—1610 гг.
Летом 2002 года в Вознесенском монастыре были обнаружены останки схимонахини Пелагии. Сейчас её мощи находятся в Успенском соборе Свято-Успенского монастыря.

## Некрополь
Сведения о монастырском некрополе содержатся в книге И. П. Крылова «Старица и её достопримечательности». В частности, отмечены надгробия купчихи Е. И. Кусовниковой, схимонахини Е. В. Измайловой, майора И. А. Измайлова, И. И. Тыртовой XVIII в. и др.
В XIX — начале XX в. в Вознесенской церкви сохранялось надгробие иноки Пелагии с надписью без даты: «Преставися раба Божия инока Пелагея Ланяевых».
В настоящее время на территории монастыря находятся фрагментированные белокаменные надгробия. Одно сохранилось полностью, на нём имеется надпись: «Лета 7204 (1696) ноября в (…). Преставися раб божий Яков Андреянов сын Козлов(ского). Да под тею же аркою положена жена ево Евдокея Трафимова дочь». Дворяне Козловские числятся в разрядных списках по Старице XVII в. Яков Андреянович Козловский и его отец Андреян Фёдорович упоминаются в писцовой и межевой книге Старицы 1686 г. как владельцы двора на Дворянской улице внутри крепости Старицы. Отец Я. А. Козловского Андреян Фёдорович Козловский значится среди «пустопоместных» дворян в разрядном списке 1634 г.

## Факты
В Вознесенской церкви проходили съёмки фильма Ролана Быкова «Чучело» (Мосфильм, 1983), в частности, сцена сжигания чучела.

## Галерея

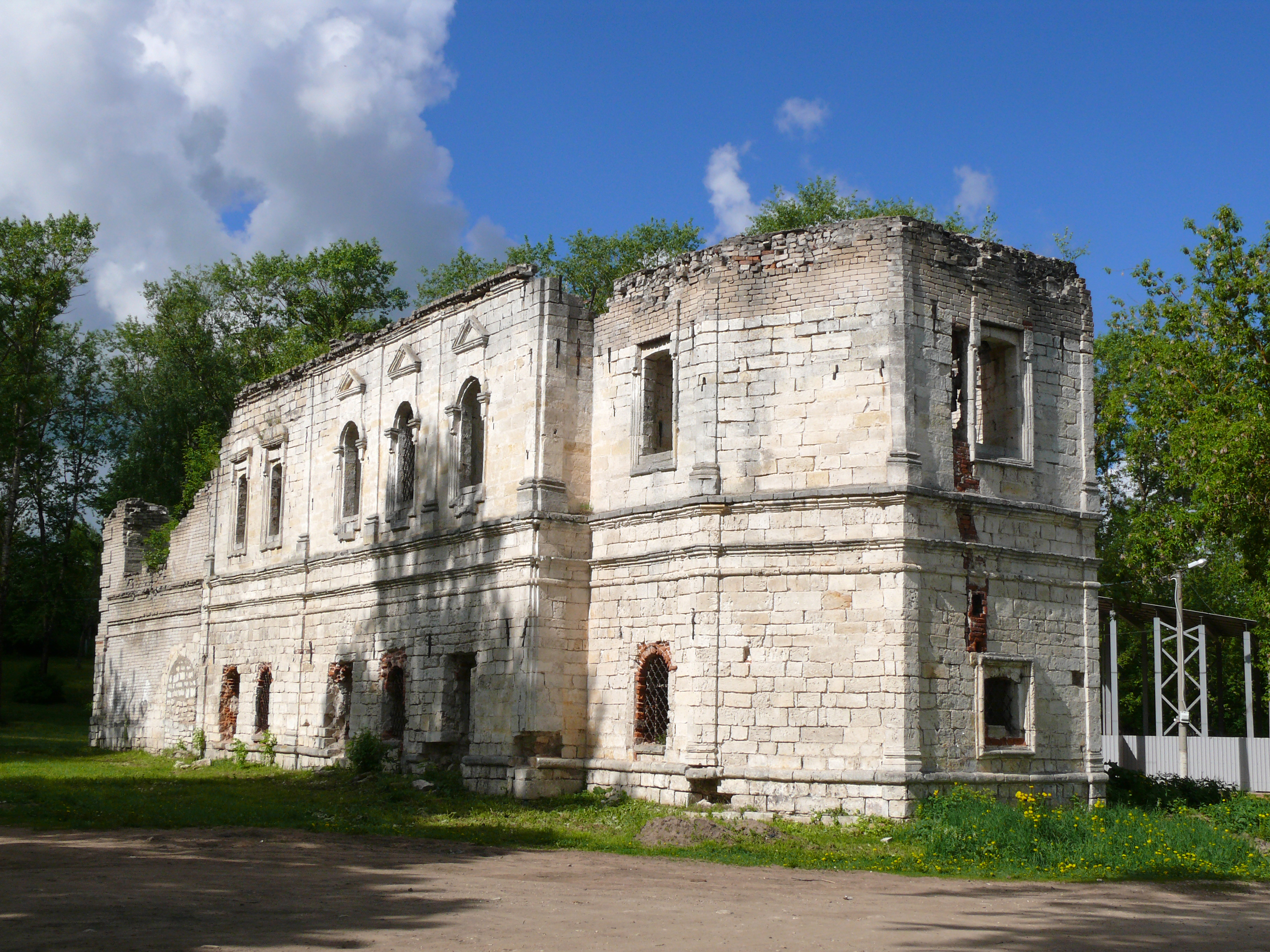
Вознесенский монастырь в современности
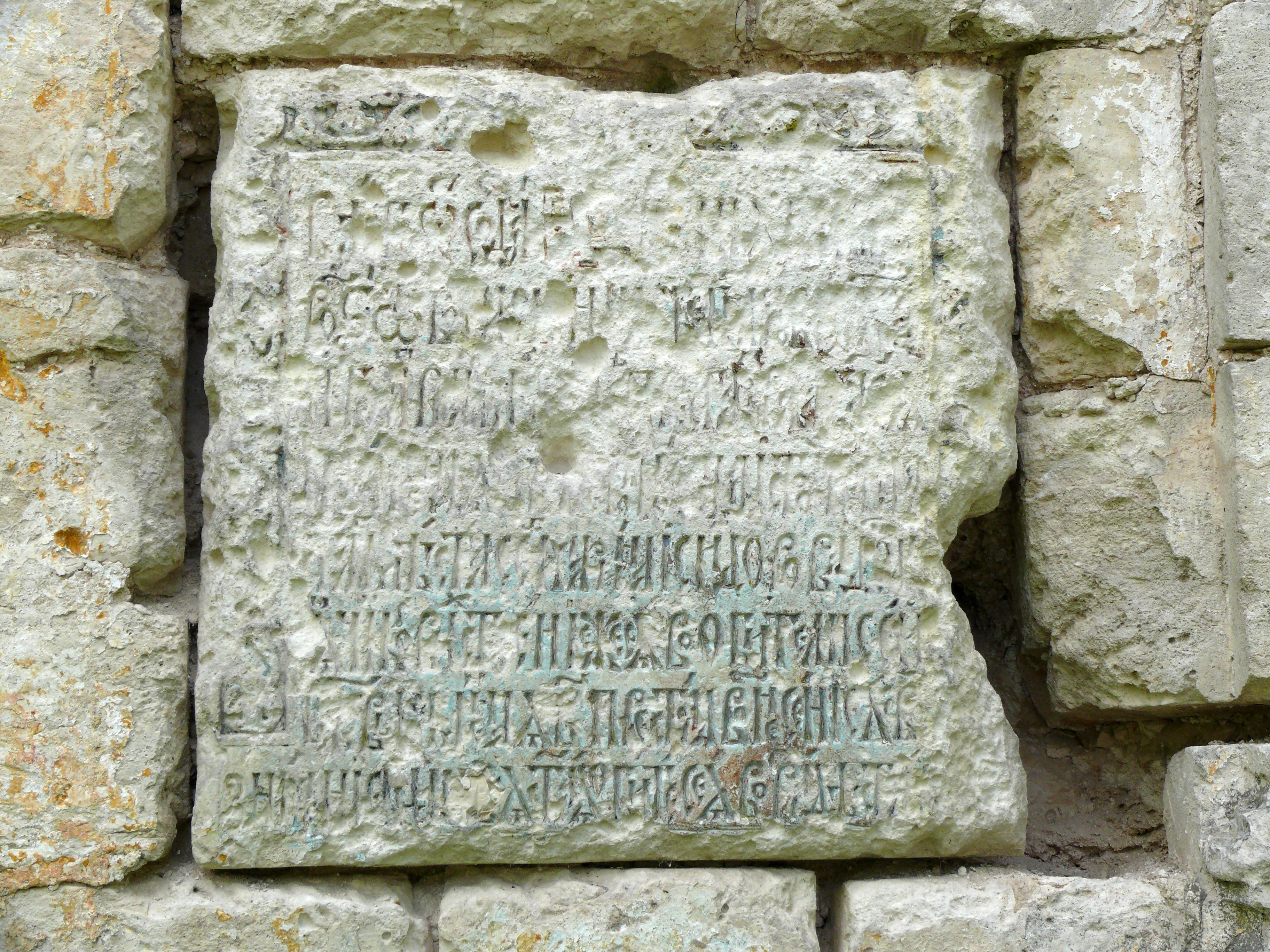
Табличка Вознесенского монастыря
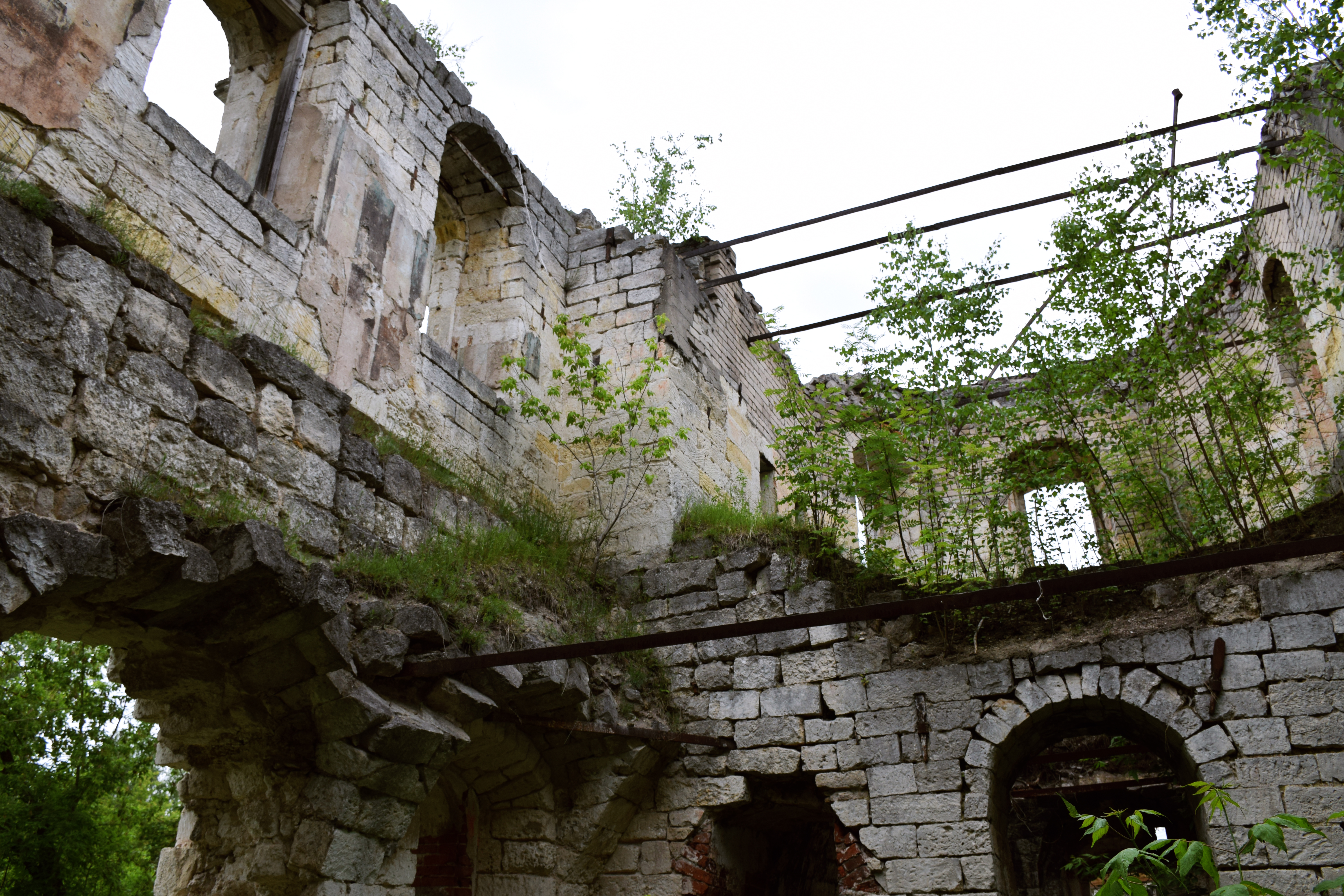
Монастырь внутри. Современный период
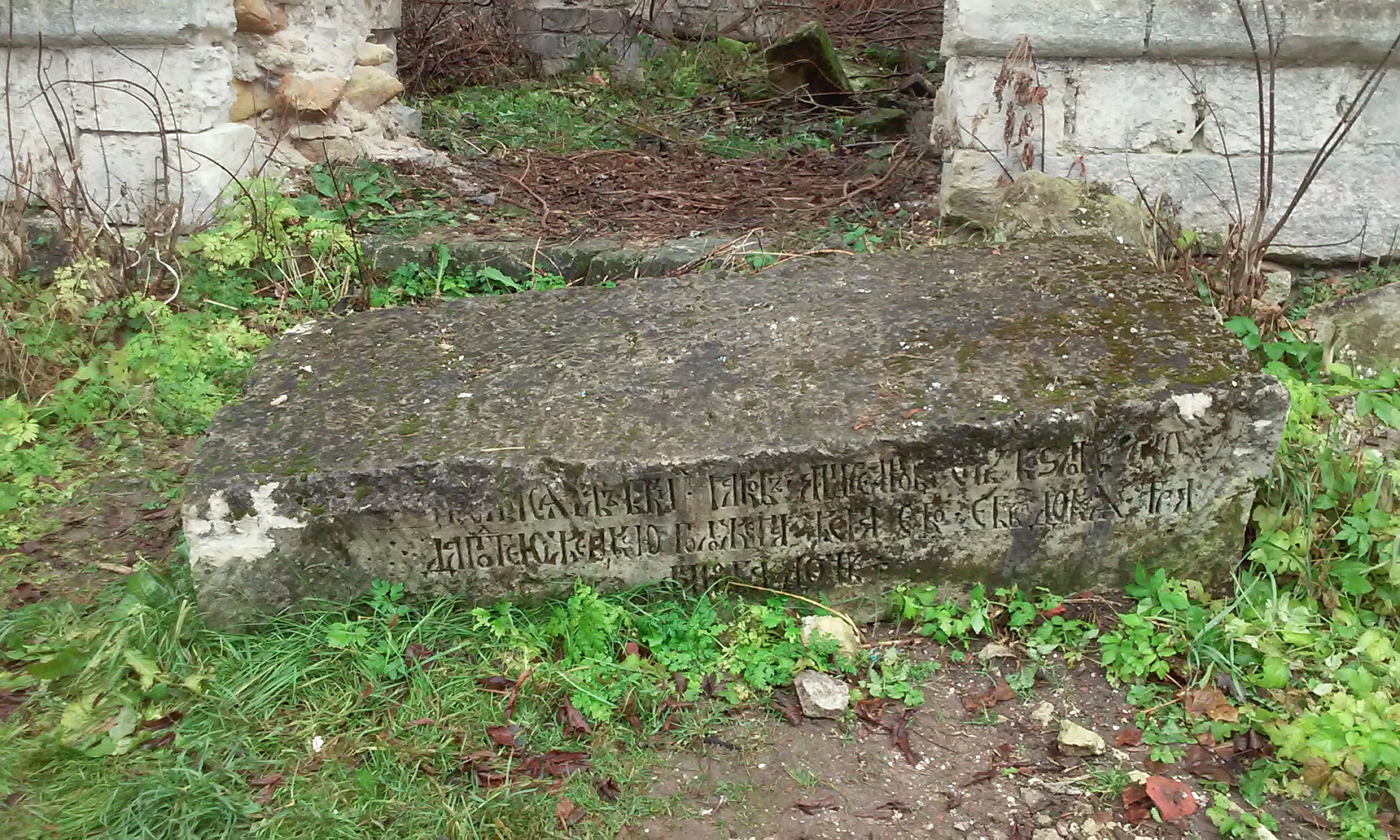
Надгробие Я. А. Козловского и Е. Т. Козловской, 1696